# Войнилів (ґміна)
Ґміна Войнилів — сільська гміна в Калуському повіті Станиславівського воєводства Другої Речі Посполитої та у Крайсгауптманшафті Калуш (1941—1943) і Крайсгауптманшафті Станіслав (1943—1944) Дистрикту Галичина Третього Райху. Адміністративним центром гміни було містечко Войнилів.
Об'єднану сільську Войнилівську ґміну (рівнозначну волості) було утворено 1 серпня 1934 року у межах адміністративної реформи в ІІ Речі Посполитій із суміжних тогочасних сільських ґмін (самоврядних громад): Бабін, Бабін Зажечни (Бабин-Зарічний), Войнілув (Войнилів), Долпотув (Довпотів), Должка (Довжка), Дубовіца (Дубовиця), Мошковце (Мошківці), Павлікувка (Павликівка), Пшевозєц (Перевозець), Середне (Середня), Сюлко, Сівка Войніловска (Сівка-Войнилівська), Слобудка (Слобідка).
Площа ґміни — 110,87 км². Кількість житлових будинків — 2430. Кількість мешканців — 12077 осіб.
Національний склад населення ґміни Войнілув на 1 січня 1939 року:
| село               | населення | українці-греко-католики | українці-латинники | євреї  | поляки | польські колоністи |
| ------------------ | --------- | ----------------------- | ------------------ | ------ | ------ | ------------------ |
| Бабин              | 960       | 905                     | 30                 | 5      | 20     |                    |
| Бабин Зарічний     | 620       | 610                     |                    | 5      | 5      |                    |
| Довпотів           | 1370      | 1215                    | 20                 | 5      | 130    |                    |
| Довжка             | 620       | 560                     | 45                 | 15     |        |                    |
| Дубовиця           | 910       | 700                     | 100                | 10     |        | 100                |
| Мошківці           | 600       | 560                     | 30                 |        | 10     |                    |
| Павликівка         | 820       | 280                     | 225                | 5      |        | 310                |
| Перевозець         | 980       | 950                     | 10                 | 10     | 10     |                    |
| Середнє            | 970       | 790                     | 150                | 20     | 10     |                    |
| Сільце             | 880       | 670                     | 70                 | 60     | 80     |                    |
| Сівка Войнилівська | 1060      | 930                     | 100                | 10     | 20     |                    |
| Слобідка           | 410       | 405                     | 5                  |        |        |                    |
| Войнилів           | 2850      | 1450                    | 250                | 1000   | 150    |                    |
| Загалом            | 13050     | 10025                   | 1035               | 1145   | 435    | 410                |
| Відсотки           | 100 %     | 89,77 %                 | 1,62 %             | 0,77 % | 2,07 % | 5,68 %             |

17 січня 1940 року ґміна була ліквідована, а територія увійшла до новоствореного Войнилівського району.
Гміна (волость) була відновлена на час німецької окупації з липня 1941 до липня 1944 року.
На 1 березня 1943 року населення ґміни становило 11966 осіб.